# Dangel (motoryzacja)
Dangel – francuskie przedsiębiorstwo branży motoryzacyjnej zajmujące się modyfikacją samochodów Citroën i Peugeot na pojazdy z napędem 4x4.
Przedsiębiorstwo zostało założone w 1980 roku, a jego siedziba mieści się w Sentheim w Alzacji. Pierwszym samochodem przerabianym przez firmę Dangel był Peugeot 504.
Do 1992 roku całkowita wielkość produkcji w fabryce w Sentheim wyniosła 7500 pojazdów.